# Барисан (религия)
Барисан, бариса (от бур. бариха — «преподносить», «дарить») или табиса (от бур. табиха — «оставить», «положить») — священное для бурятского шаманизма место, созданное для подношения духам местности, располагающееся, как правило, на обочинах дорог, на горных перевалах и в районах подножий гор или непосредственно обряд подношения, в то время как место именуется Обо.

## Описание обряда
Барисаны или Обо оборудованы, как правило, сэргэ — ритуальными столбами, на которые навязываются заала — небольшие полоски материи, навесами, где размещаются изображения святых (духов), иногда также камнями.
Подобные обряды существуют более 500 лет.
Суть обряда заключается в поднесении различных жертв эженам (от бур. эжин — «хозяин») — в монгольской мифологии духам определённой местности, также способных управлять погодой, являющимся внуками Тенгри. Выделяют добрых и злых эженов (первых чаще в Прибайкалье, других — в Бурятии и Забайкалье). Жертвы приносятся, как правило, в виде различных продуктов, например алкоголя, табака, молока, сладостей и других продуктов, также денег, навязывания заала на сэргэ. В стопку наливается водка, круговым движением безымянного пальца правой руки по часовой стрелке со стенок снимаются образовавшиеся пузыри и сбрызгиваются вверх в сопровождении пожелания «Мэндэ» (в переводе с бур. «здравствуйте»). Остальные подношения оставляются позже под специальным навесом, в случае его отсутствия — возле сэргэ. После этого буряты обычно не уходят сразу и какое-то время проводят у священных мест, где беседуют с эженами о своих делах, так как считают, что, поздоровавшись и преподнеся подарки, сразу уходить невежливо. Затем они, поклонившись, покидают священное место. Существует также краткий вариант данного обряда: в случае отсутствия времени люди, проезжая мимо, просят эжена дать им дорогу и бросают на дорогу монеты  .

### Лусын
Лусын — одна из разновидностей барисана, в этом случае проводится поклонение лусам — духам воды, имеющим облик дракона/змеи. В целом, этот обряд мало отличается от барисана, основное отличие заключается в том, что в водоём-жилище духа льют молоко. Для проведения данного обряда также существуют специальные священные места, располагающиеся, как правило, возле истоков крупных рек и их притоков.

### Барисан у других народов
Схожий с барисаном обряд существует также в шаманизме эвенков.

## Проблемы
В настоящее время для барисанов актуальна проблема загрязнения мусором. Шаманы считают, что захламление барисанов является оскорблением духов, за которым может последовать наказание.
Некоторые люди забирают деньги, принесённые другими на барисаны, себе. По одному мнению, делать этого нельзя ни в коем случае, и духи могут за это серьёзно наказать болезнями и бедами. Другие считают иначе, например Александр Хантуев, координатор общественной организации «Сахилгаан». По его словам, 

Сакральное место на то и сакральное, чтобы приносить благо. Ведь и при церквях есть паперти. Люди, оставляющие монеты на барисанах, по сути, через духов данной местности делают подаяния нуждающимся. А нуждающиеся хоть как-то смягчают свои материальные проблемы. И потом, если эти несколько монет в итоге обернутся для кого-то куском хлеба, разве это плохо? Как говорится: «Бурхад нюдэтэй» (в переводе это означает «Бог видит»).
В 2010-2011 году в Иркутской области Центром бурятской культуры проводился проект «Благоустройство придорожных барисанов Иркутской области», который победил в номинации «Сохранение самобытности Иркутской области» конкурса социально значимых проектов «Губернское собрание общественности Иркутской области». В рамках этого проекта был издан сборник, куда включены список всех священных мест Иркутской области, куда вошли как природные объекты, так и барисаны, места проведения тайлаганов, захоронения шаманов и другие места поклонения бурят, местонахождение их на карте, фотоснимки данных объектов, а также правила поведения для их посетителей. В населённых пунктах, располагающихся в районах барисанов, проводились информационно-обучающие тренинги о священных местах у бурят. Организовывалась массовая уборка мусора .